# Apogurea grisescens
Apogurea grisescens är en fjärilsart som beskrevs av Daniel 1951. Apogurea grisescens ingår i släktet Apogurea och familjen björnspinnare. Inga underarter finns listade i Catalogue of Life.